# Dicaeidae
Los dicéidos (Dicaeidae) son una familia de aves del orden Passeriformes que habitan en regiones tropicales de Asia meridional y Australasia, desde la India hasta Filipinas al este y hasta Australia al sur. Sus miembros, que son conocidos comúnmente como picaflores, son pájaros muy pequeños (de 8 a 18 cm de longitud corporal), rechonchos y de cola corta; a menudo coloridos, con picos cortos y curvados, y con lenguas tubulares. La forma de la lengua y el pico reflejan la importancia del néctar en la dieta de muchas especies, aunque también comen pequeños frutos, arañas e insectos.
Suelen poner de 2 a 4 huevos, en un nido que típicamente tiene forma bolsa colgante las ramas de los árboles.

## Géneros
La familia contiene solo dos géneros:
- Prionochilus;
- Dicaeum.